# اکتور مندس (بوکسور)
اکتور مندس (اسپانیایی: Héctor Méndez‎; ۱ اوت ۱۸۹۷ – ۱۳ دسامبر ۱۹۷۷) بوکسور اهل آرژانتین بود.